# マイクロファイナンス

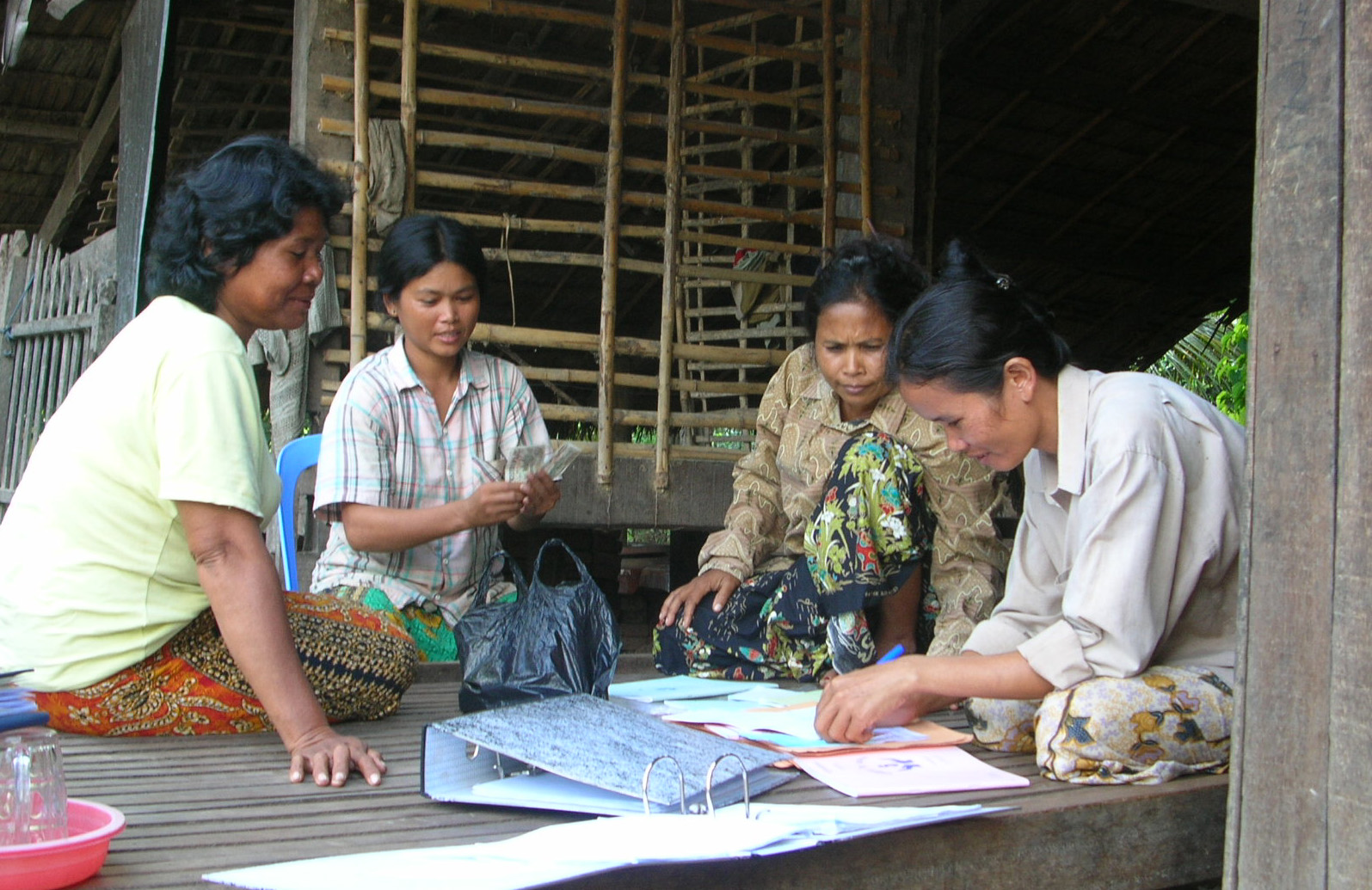
カンボジアの地域に根ざした貯蓄銀行。貧困層の人々に貢献する多様な種類の金融機関がある。

マイクロファイナンス（Microfinance）は、貧困者向けの「小口（マイクロ）金融（ファイナンス）」の総称。マイクロクレジット（小口融資）のほか、マイクロインシュアランス（小口保険）など、様々なサービスがある。
ここではマイクロファイナンス機関のことをMFIs（Microfinance Institutions）と呼ぶ。

## 概要
他の金融と比較して、マイクロファイナンスの特徴として、貧困緩和と事業収益の両方を追求していることが挙げられる。
一般の銀行は、担保や客観的な信頼がある富裕層のみに貸付を行っている。貧しい人びとは、自分の仕事に必要な少しのお金を得るために、法外な金利にもかかわらず非合法な高利貸しを頼ることしかできない状況であった。貧困者にお金を貸すことで、彼らの自立をサポートし、貧困の削減という社会的課題の解決に貢献できる。
たとえば、グラミン銀行では、銀行員が毎週集会を開き、お金の使い道や返済の計画について個別にアドバイスを行なう。こうした取り組みによって、貧しい人びとは、具体的な方法を知り、借りたお金を元に、家畜の飼育や竹細工の制作、食料品の販売などを営むことができる。そのように自らの手で生活の水準を上げていくことで返済が可能になり、貧しい人たちも信頼できる借り手となっていく。グラミン銀行の返済率は、実に98%に達している。
「融資→返済→融資→返済…」というサイクルを通じて、事業の持続可能性という経済的課題をクリアしていることも、もう1つの特徴である。

## 歴史
古くは、フランシスコ会の修道士たちの信心深い行いが15世紀にモンテス･ピエタティスを設立することとなり、その質屋がコミュニティ内での融資の礎となった。
同じくヨーロッパで1849年に、プロイセンの市長であったフリードリヒ・ヴィルヘルム・ライファイゼンが、ラインラントで初めて預金と貸付を行う信用協同組合を設立した。それは預金サービスを貧しい労働者や銀行から排除された人々に提供するものであり、集められた預金は他の顧客への貸し出しへと当てられた。その手法により相互扶助組織とも言われた。このような相互扶助は1941年ごろから徐々に広まり、スペインのバスク州ではモンドラゴン協同組合企業を中心に異例の発展を見せた。モンドラゴンの例はさておき、こういった組織や機関はヨーロッパや北アメリカで、前述のような基盤をもとに発展し、第二次世界大戦後は途上国、とくにアフリカにおいて広まった。しかしこの頃はまだ預金サービスが中心であり、貸付は限られていた。
60年代～70年代には、独立を果たした多くの途上国政府が農民への貸付の必要性に気づき、農業への融資を目的とした公的な銀行が多くの国で設立された。しかしこの試みは、すぐに困難に直面し、政治的圧力による運営管理や法外な金利の設定、資金繰りの行き詰まりなどの理由により、数年後にはほとんどの銀行が消えてしまった。
70年代後半にはより進歩したマイクロファイナンスがラテンアメリカやアジアで生まれた。1975年にはバングラデシュのグラミン銀行が登場し、貧困者はローンを返済するだけでなく、高い金利も支払えること、そしてMFIsは資本コストをまかなえることを示した。
1980年代の終わりごろから、マイクロファイナンスの試みは増加していった。1986年に作られたボリビアのNGO、PRODEM（Fundacion para la Promocion y Desarrollo de la MicroEmpresa）は1992年に、マイクロファイナンス事業を切り離し、BancoSolという名で知られているBanco Solidario S.A. を銀行として系列化することに決めた。これは「マイクロファイナンス産業」のはじまりである。
1990年はマイクロファイナンスにとって絶頂期であったともいえる。資金面での持続性が大部分のマイクロファイナンスのプログラムにとってクリアすべき条件となった。多くのMFIsがそのサービスを標準化し、規模の経済を実現するために顧客数をどんどん増やしていった。MFIsの商業的な成功は、貧しい人々の本当の要求に応えたということを証明したともいえる。利益を出せるMFIsの出現は、公的であれ私的であれMFIsへ投資する機関を増やした。
2000年に入る前には、ある程度の成熟期を迎えたマイクロファイナンスに最初の困難が待ち受けていた。急激に成長したMFIsは、資金面でのバランスをとる必要に迫られ、失敗に終わることも少なくなかった。MFIsの不安定さと、それを強化する必要性が現れてきたのである。今までは顧客はお金を得ればそれで満足していたが、だんだんとMFIsのサービスに不満をもつようになった。そうした不満や要求に応えるため、送金やマイクロ保険などの様々なサービスが開発されていったのである。

## マイクロファイナンス機関
貧しい家庭の主として女性に小口のお金を融資する機関。様々な形態の機関がある。例えば、グラミン銀行のような特殊銀行であるもの、完全な商業銀行であるもの、NGOであるもの、等である。Micro Finance Institution（MFI）の貸付利率は、月に2～7%である。
日本などに比べれば高めの利率水準だが、融資対象者の信用調査や回収を行うためには機関の職員が直接、訪問する必要があるなど、非常にコストがかかる。そのため、貧困の削減とともに事業の持続可能性を重視するMFIが、こうしたコストを賄うために、上述のような利率が必要不可欠なのである。
さらに、もしMFIがない場合には、女性たちが融資を求められる先は、銀行等が利用できない以上、非合法の高利貸しなどしか残されていない。長期にわたって、安定的かつ低利率の融資を求めている彼女たちにとっては、上述の利率のほうがはるかにリーズナブルで魅力的である。

## マイクロファイナンス投資ファンド
従来、マイクロファイナンス機関への支援は、国際機関や政府系開発銀行等からの公的援助資金で行われていたが、日本でも政府開発援助が年々減らされているように、公的援助資金には限界がある。そのため、急成長するマイクロファイナンス市場に、その資金供給が追いつかないという新たな問題が生じている。
そこで登場したのが、マイクロファイナンス投資ファンドなどマイクロファイナンス投資ビークル（MIV）と言われる仕組みである。MFIはMIVを通して、資本市場から資金調達を行い、先進国の投資家達はMIVへの投資を通じて、MFIに資金提供ができる。
MIVは途上国のMFIと先進国を結ぶチャネルである。MIVの登場により、従来からのドナーに加え、社会的責任投資家から年金基金などの機関投資家、ヘッジファンドまで、実に多様な投資家がマイクロファイナンス市場に参加できるようになった。
成功したマイクロファイナンスモデルの持続可能性や収益性が認められた結果、ここ数年でその数は一挙に増え、現在は世界に約90以上ある。2007年には初めて、マイクロファイナンス投資総額に占める民間資金の割合が、国際金融機関からの資金割合を超した。
しかし、この投資の中心は欧米各国であり、日本でつくられたファンドはなく、国際協力機構（JICA）や国際協力銀行（JBIC）といった公的機関を含め、これまで日本からこれらの投資への参加はほぼない。2009年9月7日に、日本初のマイクロファイナンスファンドが募集開始となった。

## 批判と問題点
このように、貧困解決を目的として華々しく登場したマイクロファイナンスであるが、新規参入者が大幅に増加した2007年ごろから方向性が大きく変わりつつあり、様々な問題点が浮き彫りとなってきた。
弱者の味方であったマイクロファイナンスは膨大な利益を上げる事業に変貌し、急成長をとげはじめた。
2007年にメキシコのマイクロファイナンス業者・コンパルタモスバンコ（Compartamos Banco）が4億6700万ドル規模のIPOを行った際、慈善事業としてのマイクロファイナンスを支持する人々から非難を受けた。
主な批判者には、マイクロファイナンスの創設者の一人であるムハマド・ユヌスも含まれる。批判者の中には「コンパルタモスバンコが貧困者に年率100%以上という高利貸しと何ら変わらない金利を課している」と非難している。コンパルタモスバンコを支援している慈善団体は、IPOによる事業拡大はマイクロファイナンスに資金を集めるためには不可欠であり、集まった資金による事業拡大が結果的に金利を下げる方向に向かわせるとしている。
また、ユヌス自身が創業しマイクロファイナンスの中心的存在であるグラミン銀行自体も上述の通りバングラデシュにある他の高利貸し業者に比べて「金利が低い」のであって、先進国における金融取引にかかる金利と比較しても決して低いとはいえない。
ユヌスは、マイクロファイナンスで利潤を得ることは否定しないながらも慈善事業という本質から逸れて大もうけを狙う業者を厳しく非難している。
2010年8月にはインドのマイクロファインナンス最大手SKS（en）が163億ルピー規模のIPOを行っており、出資者の中には著名な投機家として名高いジョージ・ソロスのファンドも出資するなど、マイクロファイナンスは「旨味のある事業」として機関投資家・投機家から注目を集めている。
多くの業者がマイクロファイナンスに参入したものの、中には実態が旧来の高利貸しと何ら変わらない悪質な業者も存在する。
インドの貧困州の一つでマイクロファイナンス事業が活発なアーンドラ・プラデーシュ州では2010年3月1日から11月19日までにマイクロファイナンスによる借金などを苦に70人余りが自殺を図った。堪りかねた同州政府は10月15日、個別訪問による取り立ての禁止、貸出金利の上限設置、週1回の返済期日を月1回に制限、返済は政府指定場所のみで行う、など悪質な債権回収業者に対する規制に乗り出した。
こうした悪質な業者は、マイクロファイナンスの皮を被り、借り手の返済能力を調査することなく高金利で融資、返済が滞ると過酷な取り立てに走るなど高利貸しと何ら変わらないものが多い。立場の弱い債務者は返済のため次々に別の業者から借り、結果的に多重債務者となっている。
また、アーンドラ・プラデーシュ州政府による規制により、マイクロファイナンス業者は貸出金利を引き下げざるを得なくなり、同州のマイクロファイナンスによる融資総額約20億ドルの返済は実質的に停止した。これによりマイクロファイナンス関連業者の株価が軒並み下落した。
ただ、マイクロファイナンス事業に詳しく世界の貧困層に対する金融アクセス改善を目指すコンソーシアム、貧困層支援協議グループ（Consultative Group to Assist the Poor（CGAP））が2010年12月10日に発表した報告書によると、マイクロファイナンスが興隆をむかえる前よりアーンドラ・プラデーシュ州では悪質な高利貸し業者が多く存在し、もとより州内には多重債務者が多かったという事実もある。また、同報告書では同州におけるマイクロファイナンスに対する以下の課題点を指摘している。
金融機関に対し信用調査と顧客ケアを行わせるために、効果的なインセンティブの付与とスタッフ全員に対する訓練の必要性がある。情報の共有や信用審査の適切なコントロール、金利や融資条件の透明性増大、顧客に対し十分な情報を提供し、融資制度を理解してもらう必要性。また返済のための手段を明確化し、そのための適切な規制の必要性も出てくる。

## 日本におけるマイクロファイナンス
日本におけるマイクロファイナンスは、公的給付・貸付と一般的融資の隙間を補完する、非営利・民間の貸付事業となっている。具体的には、貸付希望者と相談を行い、家計や生活の見直しによって充分改善する場合や、公的給付や貸付を利用する方が良い場合・可能な場合には貸付は行われず、本制度の貸付によって家計や生活が改善する場合に貸付が行われる。
途上国・新興国のマイクロファイナンスとの相違点として、途上国・新興国については少額の事業資金貸付なのに対して、日本のマイクロファイナンスは、多重債務者や生活困窮者を対象とした生活者向けの貸付となっている。また、日本においては、途上国・新興国のようにグループ貸付方式は用いず、個人に対する貸付を行っている。
マイクロファイナンス事業主体 - 生活協同組合や、NPOバンクが事業主体となっている
- グリーンコープ生協（山口県・福岡県・熊本県・大分県・長崎県・佐賀県・宮崎県・鹿児島県・広島県）[9]
- 消費者信用生活協同組合（岩手県・青森県）[10]
- 生活クラブ生協・千葉（千葉県）[11]
- 一般社団法人 生活サポート基金（主に、東京都・埼玉県・千葉県・神奈川県）[12]
- みやぎ生活協同組合（宮城県）[13]

ほか、上記と同様か類似の、相談・貸付事業を行っている事業主体として、ヒューファイナンスおおさか、労働金庫や一部の信用金庫や信用組合がある。